# Heodes costipuncta
Heodes costipuncta är en fjärilsart som beskrevs av Beuret 1954. Heodes costipuncta ingår i släktet Heodes och familjen juvelvingar. Inga underarter finns listade i Catalogue of Life.